# Canonico (serie televisiva)
Canonico è una serie televisiva italiana degli anni 2020, di genere religioso. 

## La serie
La serie è prodotta da MapToTheStars e ideata da Peppe Toia per l'emittente televisiva TV2000. La prima stagione è stata trasmessa tra il 14 dicembre 2021 e l'11 gennaio 2022.

## Trama
Don Michele, interpretato da Michele La Ginestra, è un sacerdote appena tornato da una missione in Sud America che viene mandato in un piccolo paese e deve affrontare i problemi quotidiani della sua nuova comunità.

## Episodi
| Stagione         | Episodi | Prima TV |
| ---------------- | ------- | -------- |
| Prima stagione   | 20      | 2021     |
| Seconda stagione | 10      | 2023     |